# Vocale centrale
| | Anteriori | Quasi anteriori | Centrali | Quasi posteriori | Posteriori |
| Chiuse | \| i • y ɨ • ʉ ɯ • u ɪ • ʏ ɪ̈ • ʊ̈ ɯ̞̈ • ʊ e • ø ɘ • ɵ ɤ • o e̞ • ø̞ ə ɤ̞ • o̞ ɛ • œ ɜ • ɞ ʌ • ɔ æ • ɐ a • ɶ ä • ɒ̈ ɑ • ɒ \| | \| i • y ɨ • ʉ ɯ • u ɪ • ʏ ɪ̈ • ʊ̈ ɯ̞̈ • ʊ e • ø ɘ • ɵ ɤ • o e̞ • ø̞ ə ɤ̞ • o̞ ɛ • œ ɜ • ɞ ʌ • ɔ æ • ɐ a • ɶ ä • ɒ̈ ɑ • ɒ \| | \| i • y ɨ • ʉ ɯ • u ɪ • ʏ ɪ̈ • ʊ̈ ɯ̞̈ • ʊ e • ø ɘ • ɵ ɤ • o e̞ • ø̞ ə ɤ̞ • o̞ ɛ • œ ɜ • ɞ ʌ • ɔ æ • ɐ a • ɶ ä • ɒ̈ ɑ • ɒ \| | \| i • y ɨ • ʉ ɯ • u ɪ • ʏ ɪ̈ • ʊ̈ ɯ̞̈ • ʊ e • ø ɘ • ɵ ɤ • o e̞ • ø̞ ə ɤ̞ • o̞ ɛ • œ ɜ • ɞ ʌ • ɔ æ • ɐ a • ɶ ä • ɒ̈ ɑ • ɒ \| | \| i • y ɨ • ʉ ɯ • u ɪ • ʏ ɪ̈ • ʊ̈ ɯ̞̈ • ʊ e • ø ɘ • ɵ ɤ • o e̞ • ø̞ ə ɤ̞ • o̞ ɛ • œ ɜ • ɞ ʌ • ɔ æ • ɐ a • ɶ ä • ɒ̈ ɑ • ɒ \| |
| Quasi chiuse                                                                                                  | \| i • y ɨ • ʉ ɯ • u ɪ • ʏ ɪ̈ • ʊ̈ ɯ̞̈ • ʊ e • ø ɘ • ɵ ɤ • o e̞ • ø̞ ə ɤ̞ • o̞ ɛ • œ ɜ • ɞ ʌ • ɔ æ • ɐ a • ɶ ä • ɒ̈ ɑ • ɒ \| | \| i • y ɨ • ʉ ɯ • u ɪ • ʏ ɪ̈ • ʊ̈ ɯ̞̈ • ʊ e • ø ɘ • ɵ ɤ • o e̞ • ø̞ ə ɤ̞ • o̞ ɛ • œ ɜ • ɞ ʌ • ɔ æ • ɐ a • ɶ ä • ɒ̈ ɑ • ɒ \| | \| i • y ɨ • ʉ ɯ • u ɪ • ʏ ɪ̈ • ʊ̈ ɯ̞̈ • ʊ e • ø ɘ • ɵ ɤ • o e̞ • ø̞ ə ɤ̞ • o̞ ɛ • œ ɜ • ɞ ʌ • ɔ æ • ɐ a • ɶ ä • ɒ̈ ɑ • ɒ \| | \| i • y ɨ • ʉ ɯ • u ɪ • ʏ ɪ̈ • ʊ̈ ɯ̞̈ • ʊ e • ø ɘ • ɵ ɤ • o e̞ • ø̞ ə ɤ̞ • o̞ ɛ • œ ɜ • ɞ ʌ • ɔ æ • ɐ a • ɶ ä • ɒ̈ ɑ • ɒ \| | \| i • y ɨ • ʉ ɯ • u ɪ • ʏ ɪ̈ • ʊ̈ ɯ̞̈ • ʊ e • ø ɘ • ɵ ɤ • o e̞ • ø̞ ə ɤ̞ • o̞ ɛ • œ ɜ • ɞ ʌ • ɔ æ • ɐ a • ɶ ä • ɒ̈ ɑ • ɒ \| |
| Semichiuse | \| i • y ɨ • ʉ ɯ • u ɪ • ʏ ɪ̈ • ʊ̈ ɯ̞̈ • ʊ e • ø ɘ • ɵ ɤ • o e̞ • ø̞ ə ɤ̞ • o̞ ɛ • œ ɜ • ɞ ʌ • ɔ æ • ɐ a • ɶ ä • ɒ̈ ɑ • ɒ \| | \| i • y ɨ • ʉ ɯ • u ɪ • ʏ ɪ̈ • ʊ̈ ɯ̞̈ • ʊ e • ø ɘ • ɵ ɤ • o e̞ • ø̞ ə ɤ̞ • o̞ ɛ • œ ɜ • ɞ ʌ • ɔ æ • ɐ a • ɶ ä • ɒ̈ ɑ • ɒ \| | \| i • y ɨ • ʉ ɯ • u ɪ • ʏ ɪ̈ • ʊ̈ ɯ̞̈ • ʊ e • ø ɘ • ɵ ɤ • o e̞ • ø̞ ə ɤ̞ • o̞ ɛ • œ ɜ • ɞ ʌ • ɔ æ • ɐ a • ɶ ä • ɒ̈ ɑ • ɒ \| | \| i • y ɨ • ʉ ɯ • u ɪ • ʏ ɪ̈ • ʊ̈ ɯ̞̈ • ʊ e • ø ɘ • ɵ ɤ • o e̞ • ø̞ ə ɤ̞ • o̞ ɛ • œ ɜ • ɞ ʌ • ɔ æ • ɐ a • ɶ ä • ɒ̈ ɑ • ɒ \| | \| i • y ɨ • ʉ ɯ • u ɪ • ʏ ɪ̈ • ʊ̈ ɯ̞̈ • ʊ e • ø ɘ • ɵ ɤ • o e̞ • ø̞ ə ɤ̞ • o̞ ɛ • œ ɜ • ɞ ʌ • ɔ æ • ɐ a • ɶ ä • ɒ̈ ɑ • ɒ \| |
| Medie | \| i • y ɨ • ʉ ɯ • u ɪ • ʏ ɪ̈ • ʊ̈ ɯ̞̈ • ʊ e • ø ɘ • ɵ ɤ • o e̞ • ø̞ ə ɤ̞ • o̞ ɛ • œ ɜ • ɞ ʌ • ɔ æ • ɐ a • ɶ ä • ɒ̈ ɑ • ɒ \| | \| i • y ɨ • ʉ ɯ • u ɪ • ʏ ɪ̈ • ʊ̈ ɯ̞̈ • ʊ e • ø ɘ • ɵ ɤ • o e̞ • ø̞ ə ɤ̞ • o̞ ɛ • œ ɜ • ɞ ʌ • ɔ æ • ɐ a • ɶ ä • ɒ̈ ɑ • ɒ \| | \| i • y ɨ • ʉ ɯ • u ɪ • ʏ ɪ̈ • ʊ̈ ɯ̞̈ • ʊ e • ø ɘ • ɵ ɤ • o e̞ • ø̞ ə ɤ̞ • o̞ ɛ • œ ɜ • ɞ ʌ • ɔ æ • ɐ a • ɶ ä • ɒ̈ ɑ • ɒ \| | \| i • y ɨ • ʉ ɯ • u ɪ • ʏ ɪ̈ • ʊ̈ ɯ̞̈ • ʊ e • ø ɘ • ɵ ɤ • o e̞ • ø̞ ə ɤ̞ • o̞ ɛ • œ ɜ • ɞ ʌ • ɔ æ • ɐ a • ɶ ä • ɒ̈ ɑ • ɒ \| | \| i • y ɨ • ʉ ɯ • u ɪ • ʏ ɪ̈ • ʊ̈ ɯ̞̈ • ʊ e • ø ɘ • ɵ ɤ • o e̞ • ø̞ ə ɤ̞ • o̞ ɛ • œ ɜ • ɞ ʌ • ɔ æ • ɐ a • ɶ ä • ɒ̈ ɑ • ɒ \| |
| Semiaperte | \| i • y ɨ • ʉ ɯ • u ɪ • ʏ ɪ̈ • ʊ̈ ɯ̞̈ • ʊ e • ø ɘ • ɵ ɤ • o e̞ • ø̞ ə ɤ̞ • o̞ ɛ • œ ɜ • ɞ ʌ • ɔ æ • ɐ a • ɶ ä • ɒ̈ ɑ • ɒ \| | \| i • y ɨ • ʉ ɯ • u ɪ • ʏ ɪ̈ • ʊ̈ ɯ̞̈ • ʊ e • ø ɘ • ɵ ɤ • o e̞ • ø̞ ə ɤ̞ • o̞ ɛ • œ ɜ • ɞ ʌ • ɔ æ • ɐ a • ɶ ä • ɒ̈ ɑ • ɒ \| | \| i • y ɨ • ʉ ɯ • u ɪ • ʏ ɪ̈ • ʊ̈ ɯ̞̈ • ʊ e • ø ɘ • ɵ ɤ • o e̞ • ø̞ ə ɤ̞ • o̞ ɛ • œ ɜ • ɞ ʌ • ɔ æ • ɐ a • ɶ ä • ɒ̈ ɑ • ɒ \| | \| i • y ɨ • ʉ ɯ • u ɪ • ʏ ɪ̈ • ʊ̈ ɯ̞̈ • ʊ e • ø ɘ • ɵ ɤ • o e̞ • ø̞ ə ɤ̞ • o̞ ɛ • œ ɜ • ɞ ʌ • ɔ æ • ɐ a • ɶ ä • ɒ̈ ɑ • ɒ \| | \| i • y ɨ • ʉ ɯ • u ɪ • ʏ ɪ̈ • ʊ̈ ɯ̞̈ • ʊ e • ø ɘ • ɵ ɤ • o e̞ • ø̞ ə ɤ̞ • o̞ ɛ • œ ɜ • ɞ ʌ • ɔ æ • ɐ a • ɶ ä • ɒ̈ ɑ • ɒ \| |
| Quasi aperte                                                                                                  | \| i • y ɨ • ʉ ɯ • u ɪ • ʏ ɪ̈ • ʊ̈ ɯ̞̈ • ʊ e • ø ɘ • ɵ ɤ • o e̞ • ø̞ ə ɤ̞ • o̞ ɛ • œ ɜ • ɞ ʌ • ɔ æ • ɐ a • ɶ ä • ɒ̈ ɑ • ɒ \| | \| i • y ɨ • ʉ ɯ • u ɪ • ʏ ɪ̈ • ʊ̈ ɯ̞̈ • ʊ e • ø ɘ • ɵ ɤ • o e̞ • ø̞ ə ɤ̞ • o̞ ɛ • œ ɜ • ɞ ʌ • ɔ æ • ɐ a • ɶ ä • ɒ̈ ɑ • ɒ \| | \| i • y ɨ • ʉ ɯ • u ɪ • ʏ ɪ̈ • ʊ̈ ɯ̞̈ • ʊ e • ø ɘ • ɵ ɤ • o e̞ • ø̞ ə ɤ̞ • o̞ ɛ • œ ɜ • ɞ ʌ • ɔ æ • ɐ a • ɶ ä • ɒ̈ ɑ • ɒ \| | \| i • y ɨ • ʉ ɯ • u ɪ • ʏ ɪ̈ • ʊ̈ ɯ̞̈ • ʊ e • ø ɘ • ɵ ɤ • o e̞ • ø̞ ə ɤ̞ • o̞ ɛ • œ ɜ • ɞ ʌ • ɔ æ • ɐ a • ɶ ä • ɒ̈ ɑ • ɒ \| | \| i • y ɨ • ʉ ɯ • u ɪ • ʏ ɪ̈ • ʊ̈ ɯ̞̈ • ʊ e • ø ɘ • ɵ ɤ • o e̞ • ø̞ ə ɤ̞ • o̞ ɛ • œ ɜ • ɞ ʌ • ɔ æ • ɐ a • ɶ ä • ɒ̈ ɑ • ɒ \| |
| Aperte | \| i • y ɨ • ʉ ɯ • u ɪ • ʏ ɪ̈ • ʊ̈ ɯ̞̈ • ʊ e • ø ɘ • ɵ ɤ • o e̞ • ø̞ ə ɤ̞ • o̞ ɛ • œ ɜ • ɞ ʌ • ɔ æ • ɐ a • ɶ ä • ɒ̈ ɑ • ɒ \| | \| i • y ɨ • ʉ ɯ • u ɪ • ʏ ɪ̈ • ʊ̈ ɯ̞̈ • ʊ e • ø ɘ • ɵ ɤ • o e̞ • ø̞ ə ɤ̞ • o̞ ɛ • œ ɜ • ɞ ʌ • ɔ æ • ɐ a • ɶ ä • ɒ̈ ɑ • ɒ \| | \| i • y ɨ • ʉ ɯ • u ɪ • ʏ ɪ̈ • ʊ̈ ɯ̞̈ • ʊ e • ø ɘ • ɵ ɤ • o e̞ • ø̞ ə ɤ̞ • o̞ ɛ • œ ɜ • ɞ ʌ • ɔ æ • ɐ a • ɶ ä • ɒ̈ ɑ • ɒ \| | \| i • y ɨ • ʉ ɯ • u ɪ • ʏ ɪ̈ • ʊ̈ ɯ̞̈ • ʊ e • ø ɘ • ɵ ɤ • o e̞ • ø̞ ə ɤ̞ • o̞ ɛ • œ ɜ • ɞ ʌ • ɔ æ • ɐ a • ɶ ä • ɒ̈ ɑ • ɒ \| | \| i • y ɨ • ʉ ɯ • u ɪ • ʏ ɪ̈ • ʊ̈ ɯ̞̈ • ʊ e • ø ɘ • ɵ ɤ • o e̞ • ø̞ ə ɤ̞ • o̞ ɛ • œ ɜ • ɞ ʌ • ɔ æ • ɐ a • ɶ ä • ɒ̈ ɑ • ɒ \| |
| i • y ɨ • ʉ ɯ • u ɪ • ʏ ɪ̈ • ʊ̈ ɯ̞̈ • ʊ e • ø ɘ • ɵ ɤ • o e̞ • ø̞ ə ɤ̞ • o̞ ɛ • œ ɜ • ɞ ʌ • ɔ æ • ɐ a • ɶ ä • ɒ̈ ɑ • ɒ | | | | | |

Una vocale centrale (o prevelare) è un tipo di suono vocalico impiegato in alcune lingue parlate. È caratterizzata da una posizione a metà strada tra una vocale anteriore e una vocale posteriore.
Le vocali centrali identificate dall'alfabeto fonetico internazionale sono le seguenti:
- vocale centrale chiusa non arrotondata [ɨ]
- vocale centrale chiusa arrotondata [ʉ]
- vocale centrale semichiusa non arrotondata [ɘ]
- vocale centrale semichiusa arrotondata [ɵ]
- vocale centrale media [ə]
- vocale centrale quasi chiusa arrotondata [ɷ]
- vocale centrale semiaperta non arrotondata [ɜ]
- vocale centrale semiaperta arrotondata [ɞ]
- vocale centrale quasi aperta [ɐ]
- vocale centrale aperta non arrotondata [ä] (non ufficiale ma di uso molto frequente)

Occasionalmente, si vedranno i simboli ad hoc ᵻ, ᵿ per le vocali centrali quasi chiuse.